# FC Motown
El FC Motown, conocido también como FC Morristown, es un equipo de fútbol de Estados Unidos que juega en la USL League Two, la cuarta división nacional.

## Historia
Fue fundado el año 2012 en la ciudad de Morristown, New Jersey con el nombre Jersey City Eagles por Scott Kindzierski y Dan Karosen e iniciaron en la Garden State Soccer League (GSSL), una liga de fútbol aficionada de equipos de New Jersey. Cuando era un equipo completamente aficionado, jugaron la eliminatoria para la U.S. Open Cup de 2017 venciendo al Lansdowne Bhoys FC por 3–2. En la segunda ronda vencieron al New Jersey Copa FC de la NPSL por 2–1, y fueron derrotados por el Rochester Rhinos de la United Soccer League por 0-3.
En 2017 el equipo se asocia con el equipo de la NPSL Clarkstown SC Eagles y recibió a varios jugadores y cuerpo técnico del Clarkstown. Al finalizar la temporada 2017 de la NPSL, el Clarkstown Eagles cambia su nombre por el de FC Motown.
La temporada 2018 en la NPSL fue muy exitosa. En la temporada regular terminaron con récord de 9–1–0 (27 puntos) Motown terminó al frente de la Keystone Conference antes de ganar los playoffs al vencer al West Chester United SC en la final. En la fase regional y nacional, Motown llega a la final nacional al vencer al FC Baltimore, New York Cosmos B y FC Mulhouse Portland con un resultado combinado de 8–3. En la final pierde en casa ante el Miami FC 2 por 1-3 ante 2143 espectadores.
Motown continuó con sus equipos en la GSSL y ganó siete veces la Super Division en 2014, 2015, 2016, 2017, 2018, 2019 y 2020. En la temporada 2018 el FC Motown tuvo una racha de 23 partidos sin perder en la GSSL antes de perder ante el Jackson Lions FC a mitad de temporada.
También fue finalista de la Fricker Cup Region 1 en 2016 y semifinalista nacional en 2017. También fue semifinalista del Amateur Cup Region 1 en 2014 y 2015.
En 2020 gana la NJ State Cup venciendo a Clifton, y el título de la GSSL Super Division venciendo también a Clifton. También creó a un equipo U23 en la EDP y ganó con récord de 7–0 la división central roja.
El 13 de enero de 2021 Motown se une a la USL League Two con equipos en la NPSL, U23 team, a a nivel local aficionado. El norirlandés Alan McClintock fue nombrado el entrenador en la USL el 15 de marzo de 2021.
FC Motown cuenta en su historia con varios jugadores que han llegado al nivel profesional como Joe Fala al New York Red Bulls 2. Dilly Duka en el New York Cosmos, el mediocampista Jimmy Mulligan y otros. Han jugado partidos amistosos ante equipos profesionales como New York City FC, New York Red Bulls II, selección de Ecuador Sub-20, el Sport Boys de Perú, y ante selección nacional de Ecuador.